# Nohanent
Nohanent é uma comuna francesa na região administrativa de Auvérnia-Ródano-Alpes, no departamento Puy-de-Dôme. Estende-se por uma área de 4,2 km². Em 2010 a comuna tinha 2 258 habitantes (densidade: 537,6 hab./km²).